# Pignolata al miele
La pignolata al miele es un dulce típico de algunas áreas de la zona meridional de Italia, principalmente de Calabria y de Sicilia en donde existen también dos versiones más, conocidas como Pignoccata y Pignolata Glaceada. Es muy similar a los llamados struffoli, de los cuales se diferencian por la forma de piña y porque está frita en manteca de cerdo, presente también en la mezcla. Tradicionalmente es usada en carnaval.

## Características
Son pequeñas bolas de masa frita cubierta con miel. En Reggio son presentadas con forma de piña, y de ella toma su nombre. Últimamente se usa almíbar coloreado para decorarlas.
Según estudios recientes, su consumo se remonta a antiguos rituales paganos en los que los hombres se disfrazaban de animales tales como osos, ciervos, lobos, etcétera, para luego abocarse a grandes banquetes que dieron origen a los carnavales de la posterior era cristiana cuando un dulce en forma de piña simbolizaba el despertar de la selva.
d:Q3904921
- Datos: Q3904921